# アルファ・グリッド
株式会社アルファ・グリッド（英: alpha grid Co.,Ltd）は、テレビ番組の制作プロダクション会社。2007年（平成19年）7月9日設立。ディ・コンプレックス（D:COMPLEX）のグループ関連会社である。
テレビ番組を中心に、DVD、CMなどの映像制作を手掛けている。

## 所在地
- 東京都港区六本木3-16-35　イースト六本木ビル603
- 代表取締役社長 : 西雅史

## 所属スタッフ
プロデューサー
- 朝倉千代子（取締役）
- 白根淳子
- 仲村孝明
- 小澤慧里子

アシスタントプロデューサー
- 萩野知美

演出
- 有川崇（制作部長）

ディレクター
- 飛田竜平
- 藤原麻衣

## 主な制作番組

### テレビ番組

#### 現在

##### フジネットワーク
レギュラー
- あらゆる世界を見学せよ!潜入!リアルスコープ
- うつけもん
- TOKYOラッシュアワー
- ワイドナショー
- 新しいカギ

スペシャル
- 爆笑レッドカーペット
- 爆笑ピンクカーペット
- 世界おもしろ珍メダル バカデミービデオ大賞
- FNS人気番組対抗!オールスタークイズ
- 新春 鶴瓶大新年会

##### TBS系
レギュラー
- ソウドリ
- ザ ベストワン

##### TOKYO MX
レギュラー
- 笑うてっぱんシアター

#### これまで放送された制作番組

##### フジテレビ系
レギュラー
- Dのゲキジョー 〜運命のジャッジ〜
- アイドリング!!!日記
- 独占!金曜日の告白
- 検定ジャポン
- THE THREE THEATER
- メントレG
- エチカの鏡〜ココロにキクTV〜
- ザ・ベストハウス123
- 爆笑レッドシアター
- ホメられてノビるくん→ホメられてノビるくんA
- 爆笑 大日本アカン警察

スペシャル
- さんま・福澤のホンマでっか!?ニュース
- 写真物語
- かくし芸大会への道
- ホリケン大阪滞在記（関西テレビ）
- まだまだ日本はよふけ謹賀新年SP
- クイズ!ヘキサゴンII 冬の京都3時間SP
- パボトーク
- ザ・サイバンショー
- True Stories
- 北京へカウントダウン
- FNS27時間テレビ みんな笑顔のひょうきん夢列島!!
- 青木さやか列伝〜序章～マサイの王子をおもてなしスペシャル〜
- FNS 2008年クイズ
- 新春ホワイトカーペット
- 正月恒例!鶴瓶大新年会
- 爆笑ヒットパレード
- 新春かくし芸大会
- お笑い芸人伝説～新春ぶっちゃけの乱
- SPドラマ「誰かが嘘をついている」
- 映画「BABY BABY BABY!」メイキング 公開までまてないSP
- 映画「劔岳 点の記」公開記念番組 南原清隆の伝説の映画野郎SP
- キャンパスナイトフジSP
- タイムリミット
- 笑う犬2010寿
- ホメられてピカるくん

##### 日本テレビ系
レギュラー
- ＃っぽいウタ（中京テレビ）

スペシャル
- 小中学校教科書クイズ
- なるほど!ハイスクール
- 大河バラエティ!超近現代史III 人間は相変わらずアホか?

##### TBS系
レギュラー
- イチハチ（MBS毎日放送）
- ひみつの嵐ちゃん

##### テレビ朝日系
スペシャル
- 1000円 The World
- 石ちゃんのあなたにぴったりの島見つけました
- 旅のココロ あの超有名人おすすめ マル秘グルメ5番勝負!!

##### テレビ東京系
レギュラー
- D-BOYS BE AMBITIOUS

スペシャル
- 石ちゃんと愉快な仲間達 ふるさと探検!新デブの旅2
- 石ちゃんと愉快な仲間達3 ふるさと発見!自慢探しの旅!
- 欲しくなるテレビ
- 日曜ビッグバラエティ 2009年総決算!!仰天！激安狂騒曲

##### NHK
レギュラー
- どれみふぁワンダーランド

##### TOKYO MX
レギュラー
- 新世紀ネタキング決定戦

##### 衛星,携帯配信
レギュラー
- ジャマジャマホンジャマカ（Bee TV）
- 青春!イモトの門（BSフジ）

スペシャル
- BACK STAGE PASS～密着!チョン・ウソン 100日間の軌跡（WOWOW）

### DVD
- ネプチューン「おひつじ座の巻」
- アンジャッシュ児嶋一哉単独ライブ『タンピン』
- ラストベストロッチ
- D-BOYS BE AMBITIOUS vo.1
- D-BOYS BE AMBITIOUS vo.2
- 我が家『グレイテストホーム～我が家ベスト～』